# Герасимов, Александр Николаевич
Александр Николаевич Герасимов (родился 15 июля 1955 года в Чуфарово) — генерал-майор ВС СССР и ВС РФ, начальник Уссурийского высшего военного автомобильного командного училища в 1999—2005 годах и Рязанского военного автомобильного института в 2005—2010 годах; доктор педагогических наук, профессор.

## Биография
Окончил Челябинское высшее военное автомобильное командное училище в 1976 году и Военную ордена Ленина академию тыла и транспорта в 1987 году. С 1976 года нёс службу на разных должностях в Челябинском высшем военном автомобильном командном училище (Челябинском ВВАКУ), начиная от командира взвода и заканчивая командиром батальона.
В июне 1995 года был назначен заместителем начальника кафедры электрооборудования Челябинского ВВАКУ, позже стал начальником кафедры. В 1999 году стал начальником Уссурийского филиала Рязанского военного автомобильного училища (он же Уссурийское высшее военное автомобильное командное училище), в 2005—2010 годах — начальник Рязанского военного автомобильного института.
14 марта 2010 года баллотировался от «Единой России» по одномандатному округу № 11 в Рязанскую областную думу, но проиграл на выборах кандидату от ЛДПР Клавдии Комаровой. 11 мая того же года назначен руководителем аппарата Рязанской областной Думы V созыва, пост занимал до 2014 года. Член президиума регионального политсовета и руководитель регионального Совета сторонников партии «Единая Россия». 5 февраля 2014 года был назначен главой ГКУ «Транспортно-хозяйственный комплекс Рязанской области».

## Награды
- Орден «Знак Почёта»[2][1]
- Орден Почёта[2][1]
- Медаль «Ветеран Вооружённых Сил СССР»[2]
- Медаль «60 лет Вооружённых Сил СССР»[2]
- Медаль «70 лет Вооружённых Сил СССР»[2]
- Медаль «200 лет Министерству обороны»[2]
- Медаль «За укрепление боевого содружества»[2]
- Почётный работник высшего профессионального образования Российской Федерации[1]
- иные медали (итого 20 медалей)[1]
- Почётная грамота Рязанской областной Думы[1]